# RGP-40 (súng phóng lựu)
RGP-40 là loại súng phóng lựu ổ quay bán tự động sử dụng loại lựu đạn cỡ 40mm được thiết kế bởi Ośrodku Badawczo-Rozwojowym Sprzętu Mechanicznego (OBR SM) phát triển cùng Wojskową Akademią Techniczną (WAT) tại Ba Lan. Với mục đích để chống lại các lực lượng tập trung, phá hủy các công trình và khí tài quân sự hay các phương tiện cơ giới khác nhau.

## Phát triển
Việc phát triển loại súng này có thể tính là được bắt đầu từ đầu những năm 1950 ngay sau khi một loại đạn mới được phát triển hoàn tất cho một loại súng cối 40mm có trọng lượng nhẹ thử nghiệm khi đó. Loại súng cối này có độ giật nhẹ khi bắn với hỏa lực mạnh cũng như có thể dùng nhiều loại đạn khác nhau và có thể mang đi dễ dàng, đã làm nãy ra ý tưởng là làm sao cho nó có thể bắn được nhiều, nhanh hơn và nhẹ để dễ vận chuyển bởi một người lính. Trong những năm 1980 viện Warszawskim Instytucie Mechaniki Precyzyjnej đã phát triển những thiết kế có khả năng phóng lựu đạn liên tục như Hel/Pallad S và Pallad M/GA-1000 nhưng lực lượng quân đội Ba Lan khi đó không quan tâm lắm. Nhưng 20 năm sau đó với việc tham gia hàng loạt các nhiệm vụ ở nước ngoài khác nhau cùng việc khẩu Milkor MGL xuất hiện và chứng tỏ khả năng của mình trong thực tế thì quân đội Ba Lan đã đưa ra yêu cầu về một loại vũ khí có thể phóng lựu đạn liên tục và có thể dùng các loại lựu đạn khác nhau.
OBR SM cùng WAT đã làm việc phát triển nên khẩu RGP-40, loại này được phát triển tích hợp thêm các khả năng bắn các loại lựu đạn 40mm do Ba Lan phát triển. Loại súng này được giới thiệu ra công chúng năm 2008. Việc thử nghiệm thực tế bắt đầu từ năm 2010.

## Thiết kế
RGP-40 sử dụng cơ chế hoạt động kép với ổ đạn xoay có chiều dài 140mm với 6 viên sử dụng loại lựu đạn 40mm tiêu chuẩn của phương Tây cùng các loại lựu đạn khác do Ba Lan Phát triển. Khi khai hỏa ổ đạn sẽ tự xoay theo chiều kim đồng hồ sau mỗi lần bóp cò. Ổ đạn được gắn với một lò xo xoắn để nó có thể kéo ổ đạn quay khi bắn vì thế nên sau khi bắn xong một ổ và nạp xong ổ đạn mới thì phải quay ổ đạn theo hướng ngược chiều kim đồng hồ để lên dây cót. Một xi lanh được gắn vào dùng để cố định ổ đạn không bị lực kéo lò xo làm quay khi không cần thiết, khi bắn áp lực khí từ viên đạn sẽ mở khóa xi lanh và lò xo sẽ làm quay ổ đạn để nạp viên đạn mới và nó sẽ thực hiện liên tục như thế cho đến khi hết đạn.
Nút khóa an toàn nằm ở hai bên thân súng. Bốn thanh răng được gắn vào súng, một trên thân súng để gắn hệ thống nhắm và ba ở phía dưới và hai bên nòng súng để gắn các bộ phận hỗ trợ tác chiến như tay cầm chữ I đèn pin... Súng được thiết kế để có thể bắn các loại có tầm bắn xa gấp đôi các loại lựu đạn 40mm tiêu chuẩn NATO. Ngoài ra các loại lựu đạn AR476 do Ba Lan phát triển có hai cơ chế kích nổ, một là nổ khi va chạm và thứ hai là tự hủy sau một thời gian nếu cơ chế trước không hoạt động, có thể sử dụng chức năng này để tấn công các mục tiêu dưới nước.